# Thomas F. Byrnes
Thomas F. Byrnes (Dublino, 15 giugno 1842 – New York, 7 maggio 1910) è stato un ufficiale di polizia statunitense di origine irlandese, che fu capo della divisione investigativa del Dipartimento di polizia di New York dal 1880 al 1895 e che rese popolare il termine "galleria di canaglie" (rogue gallery), usato in inglese per indicare una raccolta di ritratti di sospetti criminali tenuta dalla polizia a fini identificativi.

## Biografia
Nato a Dublino (Irlanda) da James e Rose Byrnes, immigrò a New York da bambino. Lavorò come esperto gasista fino allo scoppio della Guerra civile. Si arruolò con gli "Zuavi" (11º Reggimento fanteria di New York) di Elmer Ellsworth nel 1861 e prestò servizio con quell'unità per due anni. Dopo il servizio militare, Byrnes divenne un vigile del fuoco, unendosi alla Hose Company n. 21 di New York. Rimase un vigile del fuoco fino al 10 dicembre 1863, quando fu nominato agente di polizia.

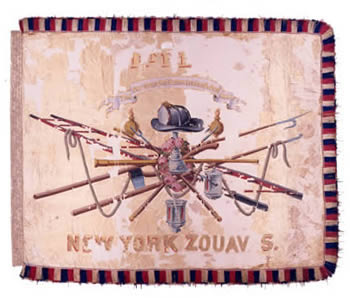
Insegne del reggimento di Byrnes, l'11º N.Y. (1861)

Byrnes salì nei ranghi, prima come agente di pattuglia, poi diventando sergente nel 1869 e capitano nel 1870. Si guadagnò la fama risolvendo la rapina alla Manhattan Savings Bank nel 1878. Divenne capo dell'Ufficio investigativo nel 1880. Come ispettore, Byrnes ottenne rapidamente un riconoscimento a livello nazionale. Aumentò da 28 a 40 uomini la forza investigativa, che fece 3.300 arresti in quattro anni. Nel 1882, Byrnes ottenne l'approvazione legislativa di cambiamenti nel dipartimento che gli diedero immenso potere. Nel 1886, istituì la "Sfilata mattutina di Mulberry Street" dei sospetti arrestati davanti agli investigatori riuniti, nella speranza che li riconoscessero e li collegassero ad altri crimini. Sempre quell'anno, fu pubblicato il suo libro Professional Criminals of America (Criminali professionisti d'America). Raccolse un libro di fotografie di criminali, che chiamò Rogues Gallery (Galleria di canaglie).

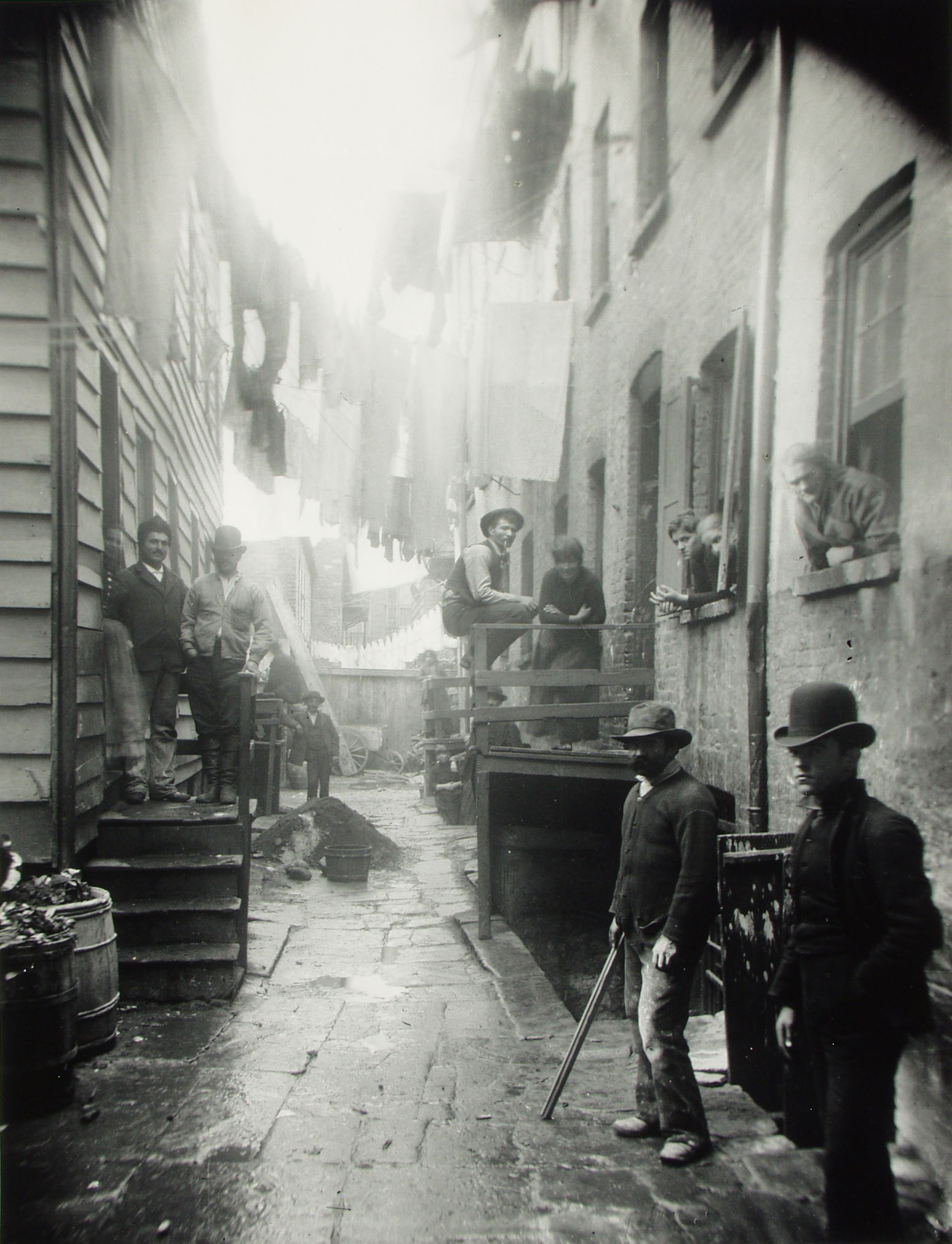
Bandit's Roost (letteralmente: "Covo del banditi"), un vicolo di Mulberry Street, fotografato da Jacob Riis nel 1888. Un esempio della giurisdizione assegnata a Byrnes nelle sue funzioni di polizia

Byrnes fu una delle persone che resero popolare il terzo grado, a causa dei suoi brutali metodi di interrogatorio dei criminali sospettati. Dalle descrizioni, il terzo grado come praticato da Byrnes era una combinazione di tortura fisica e psicologica.
Jacob A. Riis, che come cronista di nera per il New York Sun conosceva bene Byrnes, dichiarò che era "un grande attore", e quindi un grande investigatore. Riis lo definì un "grosso poliziotto" privo di scrupoli e un vero gigante del suo tempo.
Nel 1891, tre anni dopo aver criticato pubblicamente gli ufficiali di polizia di Londra per il modo in cui gestivano le indagini su Jack lo Squartatore, Byrnes si trovò di fronte a un crimine simile a New York. Tra gigantesca pubblicità, Byrnes accusò del crimine un algerino, Ameer Ben Ali (detto Frenchy). Fu condannato malgrado le prove contro di lui fossero dubbie, ma fu graziato undici anni dopo. Byrnes riuscì anche a ottenere una confessione dal capobanda Mike McGloin, che fu condannato e giustiziato per l'omicidio di un taverniere durante una rapina.
Nel 1895, il nuovo presidente della Commissione di polizia di New York, il futuro Presidente degli Stati Uniti Theodore Roosevelt, lo obbligò a dimettersi come parte della sua campagna per liberare le forze di polizia dalla corruzione. Nella vita successiva, Byrnes divenne un investigatore assicurativo, aprendo un'agenzia investigativa su Wall Street.
Il documentario televisivo Secrets of New York nell'episodio del 22 ottobre 2013 definisce Byrnes come "un uomo che inventò l'ufficio investigativo moderno in America".

## Morte
Byrnes morì il 7 maggio 1910 alle 9 nella sua casa di New York, al 318 della Settantasettesima Strada Ovest, di cancro allo stomaco. Gli sopravvissero la moglie Ophelia e cinque figlie. Il funerale fu officiato nella Chiesa del Benedetto Sacramento tra Broadway e la Settantunesima Strada a Manhattan.

## Nella narrativa
- Byrnes è presentato come personaggio immaginario nel romanzo di viaggi nel tempo Indietro nel tempo di Jack Finney.
- Inoltre, è un personaggio della serie poliziesca per ragazzi Broadway Billy, nonché di vari altri dime novels polizieschi.
- Il suo nome compare come l'autore dell'immaginario romanzo su un crimine reale a cavallo del secolo Il collezionista di ossa, che è presentato nel film omonimo.
- Byrnes compare anche nel romanzo L'alienista di Caleb Carr.  Nell'adattamento televisivo, è interpretato da Ted Levine.
- Byrnes è anche uno dei personaggi principali dei numeri 696, 697, 698 e 699 del fumetto Tex, edito dalla Sergio Bonelli Editore, nei quali, nel corso di una lunga storia scritta da Mauro Boselli e disegnata da Maurizio Dotti, Tex e il suo fido pard Kit Carson si trovano a New York per seguire le tracce di un pericoloso criminale noto come Il Maestro.